# Mauritz Andersson

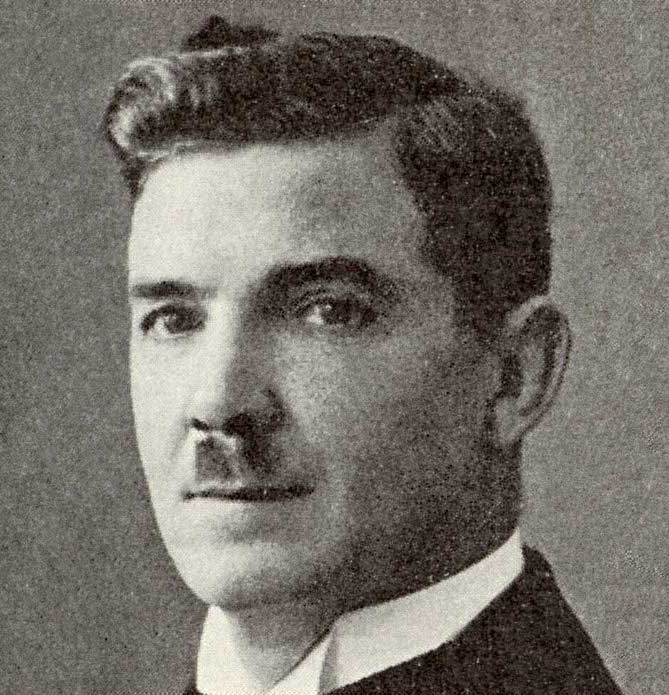
Mauritz Andersson

Mauritz Olof Andersson (Gotemburgo, 22 de septiembre de 1886 - Gotemburgo, 1 de noviembre de 1971) fue un atleta olímpico sueco, competidor de lucha grecorromana.
Ha participado en dos Juegos Olímpicos: 1908 (Londres) y 1912 (Estocolmo). En los juegos de 1908, era poner fin a la categoría intermedia con su compatriota Frithiof Martensson y después de un retraso de 24 horas para la recuperación de su oponente, perdió la final, pero el hecho histórico se convirtió en el "Espíritu Olímpico" por Mauritz.